# 鶴沼川
鶴沼川（つるぬまがわ）は、福島県の中通り地方の岩瀬郡天栄村を中心に流れる阿賀野川水系の一級河川である。

## 概要
鶴沼川が流れる天栄村湯本地区は行政的には福島県中通り地方であるが、本河川が阿賀野川水系であることが示すように、地形・気候的には奥羽山脈の西側の日本海側に位置している。
ただし、鶴沼川の水は羽鳥ダム（羽鳥湖）から奥羽山脈を貫くトンネルにより分水嶺を越えて太平洋側へも注いでいる。羽鳥ダムの目的は水資源の不足しがちな阿武隈川に沿った中通り白河地方のかんがいであり、冬の豪雪の雪解け水は阿武隈川水系隈戸川へと導水され、農業用水を供給する重要な役割を果たしている。
鶴沼川と同様に分水嶺を越えかんがいを行っている例として、福島県郡山市周辺では阿賀野川水系猪苗代湖より奥羽山脈を貫くトンネルにより導水している安積疏水が明治時代から存在していた。しかし、阿武隈川自体は流域面積（1,865.2平方キロメートル）の割には平均流量が少なく（毎秒52.07トン）、少雨の際には容易にかんばつの被害を招きやすかった。このため、阿武隈川の平均流量より約8倍（毎秒395.86トン）の豊富な流量を有する阿賀野川水系から取水することが考えられた。

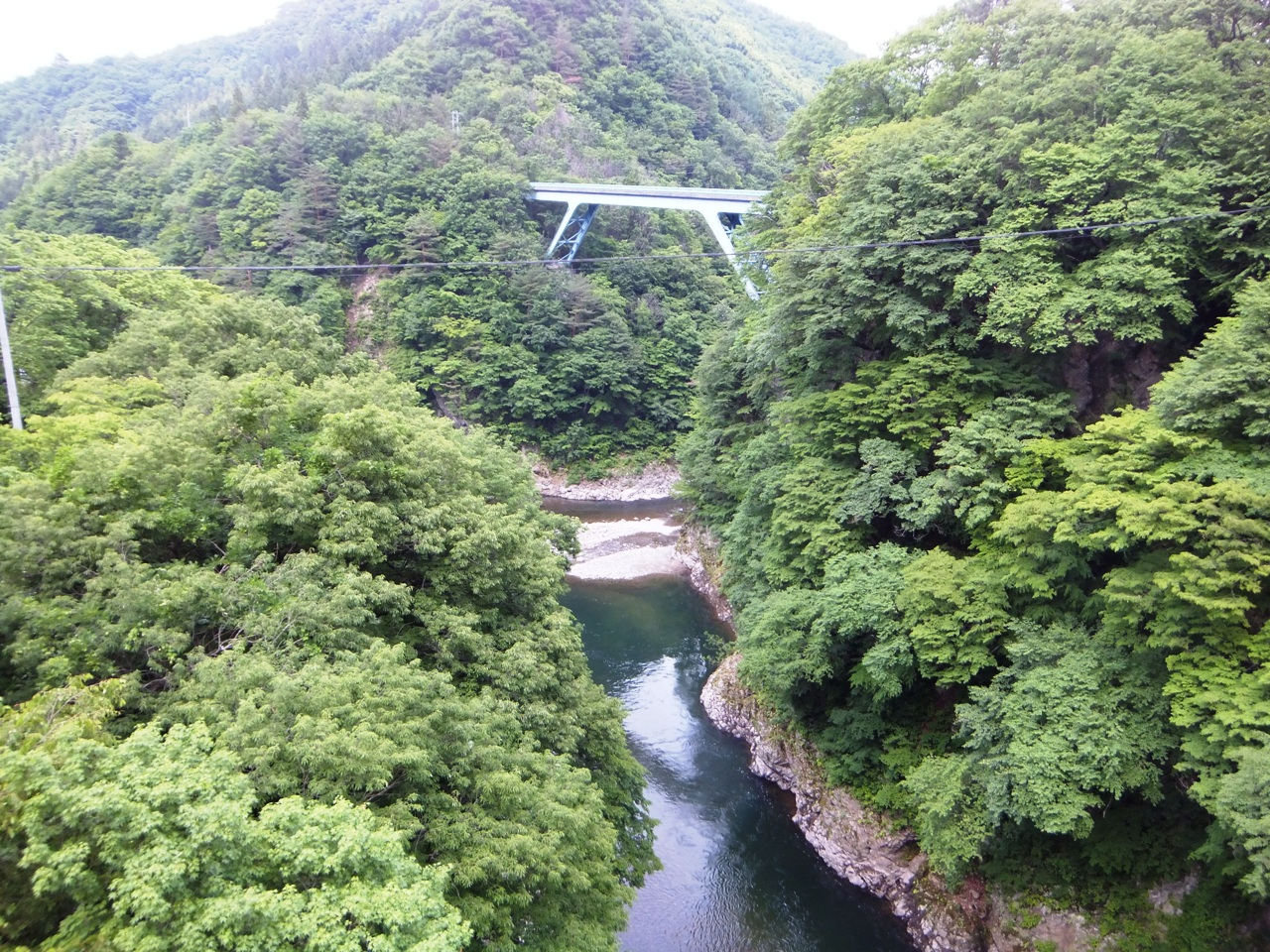
阿賀川・鶴沼川(右手橋の下)合流部
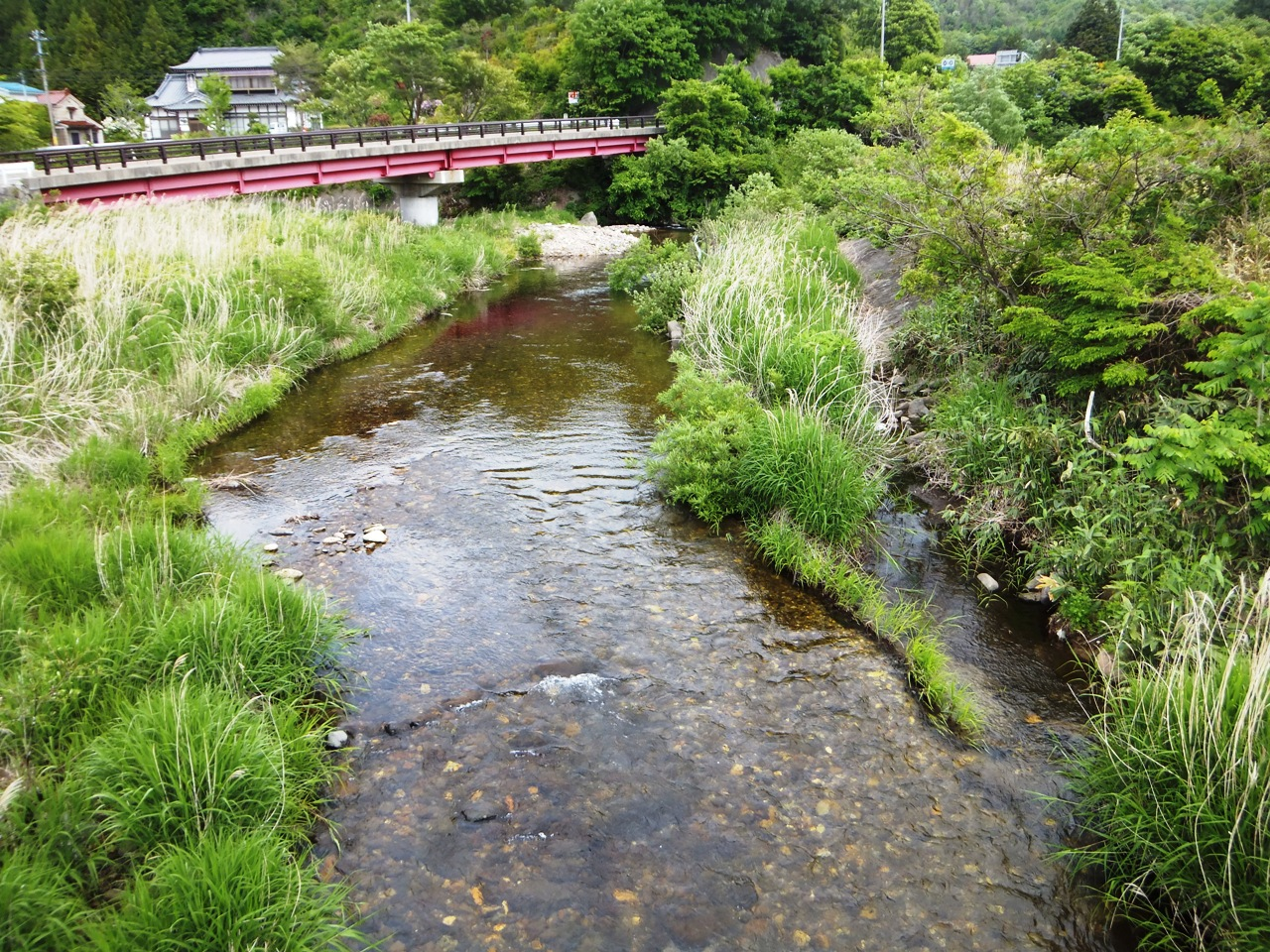
国道118号と福島県道235号交差点付近
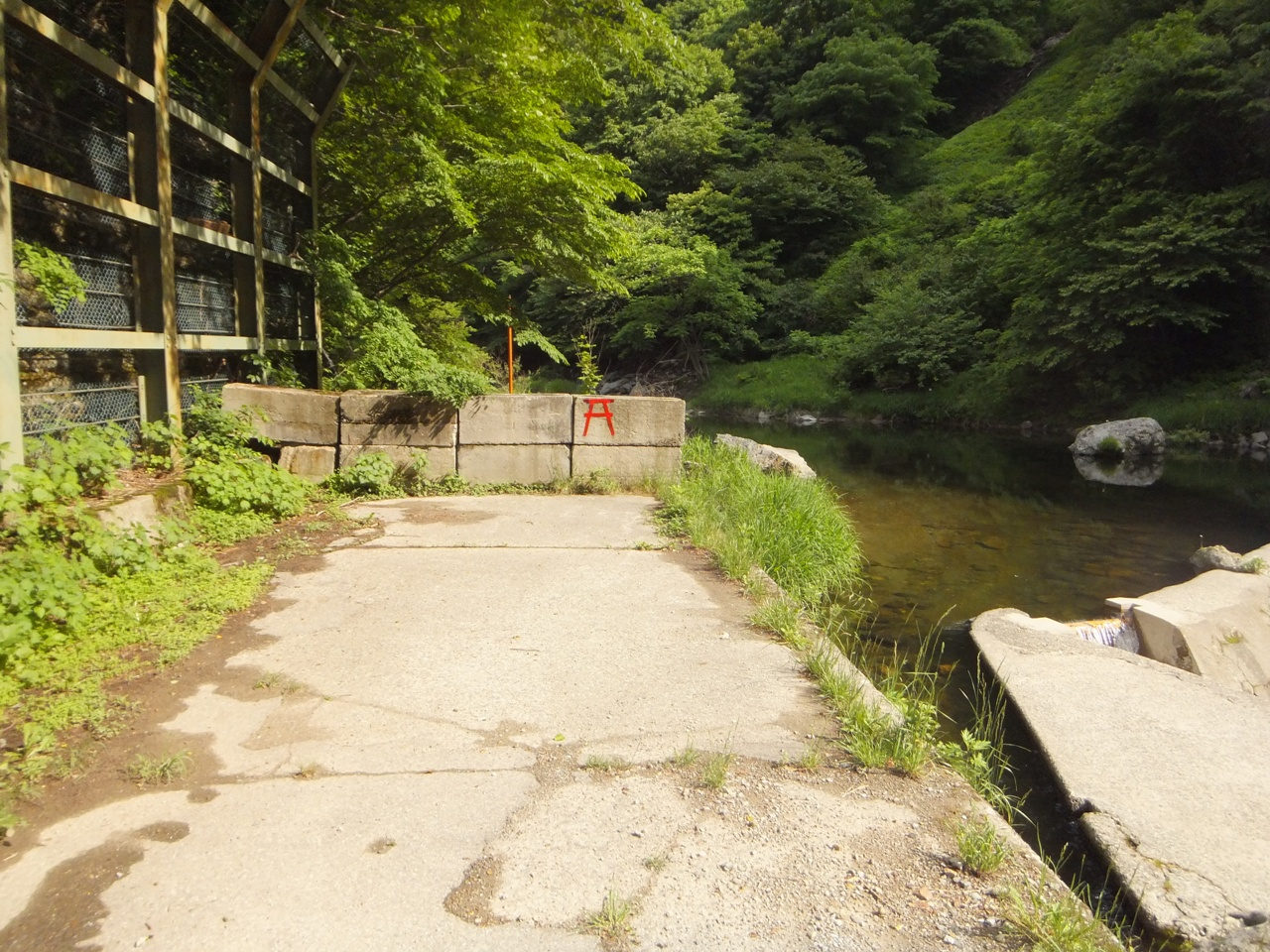
鶴沼川狭窄部蝉トンネル付近（崩落により通行止めになっている）
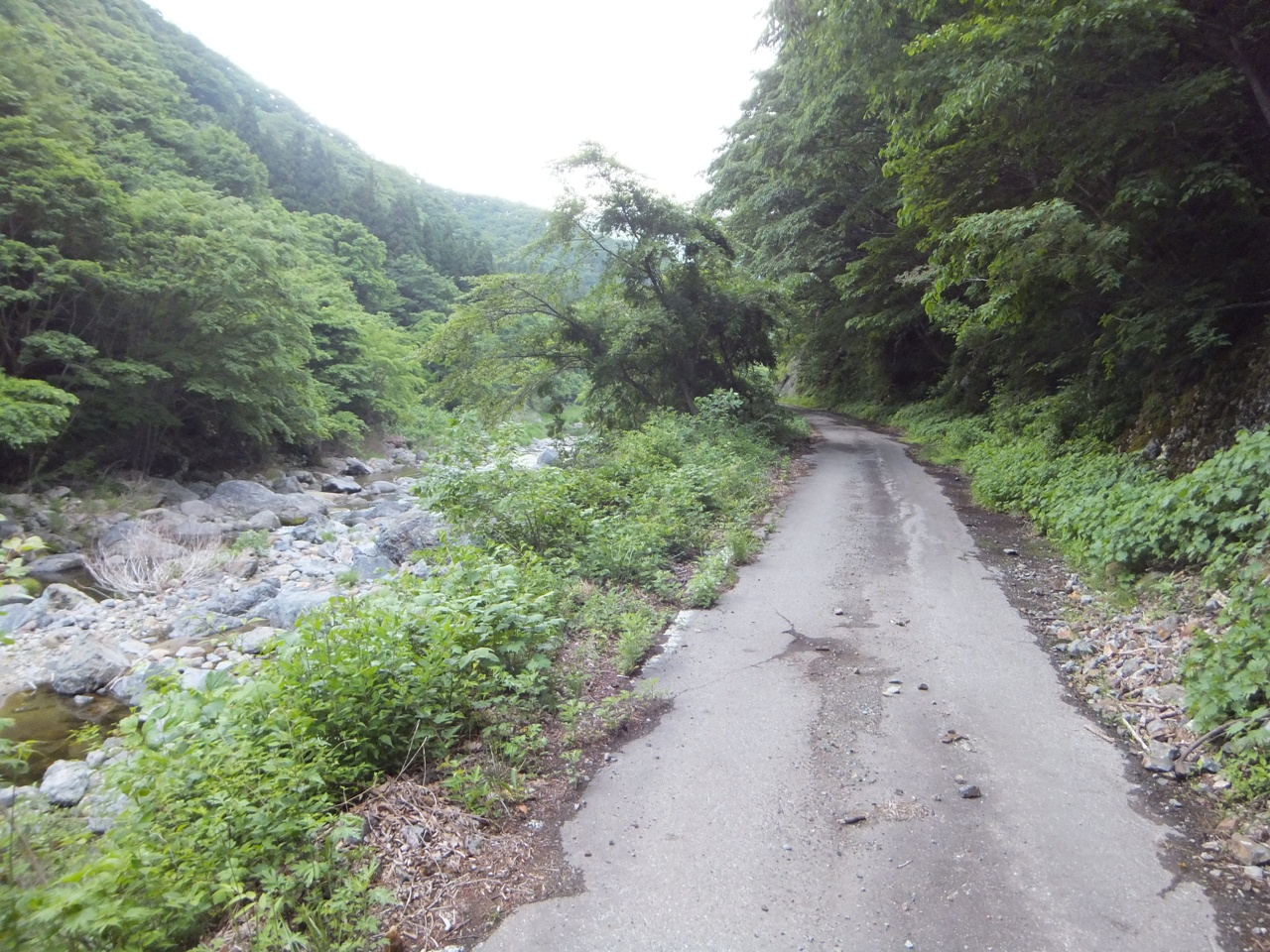
鶴沼川狭窄部蝉トンネル付近

## 地理
福島県の鎌房山・羽鳥湖スキーリゾート付近に源を発し北流し、羽鳥ダムより西流し下郷町湯野上付近で阿賀川(阿賀野川)に合流する。流域は大川羽鳥県立自然公園に指定されている。
下郷町と天栄村の境界となっている蝉トンネル付近の鶴沼川狭窄部は険しいV字谷である。川の右岸沿いに所々に待避所のある一車線の狭隘道路を建設して自動車でようやく通行可能になったのは1953年（昭和28年）のことであり、その後1987年（昭和62年）に対面通行可能な蝉トンネルが開通した。蝉トンネル開通以前は交通の難所となっていた。また1953年（昭和28年）以前は左岸・蝉山の麓・蝉峠を通る人が行き来できる程度の細い山道が下郷町と天栄村を結んでいた。

## 流域の自治体
福島県
岩瀬郡天栄村、南会津郡下郷町

## 河川施設
- 羽鳥ダム
- 鶴沼発電所

## 並行する交通
- 国道118号
  - 蝉トンネル